# Nekrolog 1657
Nekrolog
◄◄
| ◄
| 1653
| 1654
| 1655
| 1656
| 1657 | 1658 | 1659 | 1660 | 1661 | ► | ►►
Weitere Ereignisse | Allgemeiner Nekrolog 1657
Die Beschreibung der verstorbenen Person sollte so kurz wie möglich gehalten sein und nur deren signifikante Tätigkeit(en) enthalten.
Neue Namen ggf. auch unter dem Geburts- und Sterbedatum, also etwa unter 1. Januar und im Geburts- und Sterbejahr (2024) eintragen (nur bei entsprechender großer Wichtigkeit). Für Beispiele siehe die schon vorhandenen Artikel.
Außerdem über die fünf zuletzt Verstorbenen, zu denen es einen ausreichend guten Artikel für eine Präsentation auf der Hauptseite gibt, nach der todesbedingten Überarbeitung der Artikel ggf. auch unter Wikipedia Diskussion:Hauptseite informieren und sie am besten auch in den anderen Wikipedia-Sprachversionen eintragen. Tipp: Regelmäßig bei news.google.de nach „ist tot“, „gestorben“ oder „verstorben“ suchen.
Wenn eine Person gestorben ist, gibt es viele Seiten zu dieser Person in der Wikipedia, die davon auch betroffen sind und entsprechend aktualisiert werden müssen. Beispiele: Namenübersichtsseite, Geburtsjahr, Geburtsort-Seiten und viele mehr.
Wie finde ich die betroffenen Seiten?
Im Suchfeld auf der linken Seite gibt man den Suchbegriff so ein: „Vorname Nachname“. Dann klickt man auf Volltext und alle Seiten mit entsprechendem Suchtext werden aufgerufen. Hier sieht man dann schnell, wo auch das Todesjahr Sinn macht oder sogar ein Teil des Artikels angepasst werden muss. Auch hilft das „Werkzeug“ auf der linken Seite sehr gut, um solche Seiten aufzufinden: „Links auf diese Seite“. Somit ist die Wikipedia wieder aktuell in allen Bereichen! Hinweis: bei Eintragung der Kategorie „Gestorben JAHR“ wird der Missbrauchsfilter 49 ausgelöst, was jedoch nicht schlimm ist. Siehe: Spezial:Missbrauchsfilter/49
Dies ist eine Liste von im Jahr 1657 verstorbenen bekannten Persönlichkeiten. Die Einträge erfolgen innerhalb der einzelnen Daten alphabetisch sortiert. Tiere sind im Nekrolog für Tiere zu finden.

## Januar
| Tag        | Name                     | Beruf, bekannt als                                          | Alter | Beleg |
| ---------- | ------------------------ | ----------------------------------------------------------- | ----- | ----- |
| 3. Januar  | Albert III. Keuslin      | Abt des Stiftes St. Peter in Salzburg                       | 65    |       |
| 12. Januar | Carol Bose               | kursächsischer Oberst, Amtshauptmann und Rittergutsbesitzer | 60    |       |
| 22. Januar | Niels Aagaard            | dänischer Schriftsteller                                    |       |       |
| 22. Januar | Johann Dominik von Servi | Pfalz-Neuburger Beamter                                     | 54    |       |
| 22. Januar | Aegidius Strauch I.      | deutscher lutherischer Theologe                             | 73    |       |
| 29. Januar | Wolrad V. von Waldeck    | brandenburgischer Generalmajor                              | 31    |       |

## Februar
| Tag         | Name                   | Beruf, bekannt als                                                  | Alter | Beleg |
| ----------- | ---------------------- | ------------------------------------------------------------------- | ----- | ----- |
| 2. Februar  | Nicole                 | Herzogin von Lothringen und Bar                                     | 48    |       |
| 3. Februar  | Bartolomeo Ambrosini   | italienischer Arzt und Botaniker                                    |       |       |
| 8. Februar  | Laura Mancini          | durch Heirat Herzogin von Mercœur                                   |       |       |
| 9. Februar  | David Behme            | deutscher Pfarrer und Kirchenlieddichter                            | 51    |       |
| 10. Februar | Wilhelm II. von Bayern | Landdrost und Fürstabt von Malmedy und Stablo (1650–1657)           |       |       |
| 10. Februar | Sebastian Stoskopff    | deutscher Maler                                                     | 59    |       |
| 19. Februar | Evert van Aelst        | holländischer Stilllebenmaler                                       |       |       |
| 19. Februar | Reinhard Bake          | deutscher evangelischer Theologe, 1. Domprediger am Magdeburger Dom | 69    |       |
| 20. Februar | Jakob von Weiher       | Gründer von Wejherowo                                               |       |       |
| 24. Februar | Rudolf von Colloredo   | böhmischer Adliger, Feldmarschall und Gouverneur von Prag           | 71    |       |
| 25. Februar | Andreas Butz           | deutscher Orgelbauer                                                |       |       |

## März
| Tag      | Name                             | Beruf, bekannt als                                                             | Alter | Beleg |
| -------- | -------------------------------- | ------------------------------------------------------------------------------ | ----- | ----- |
| 3. März  | Johann Baptist Cysat             | Schweizer Mathematiker und Astronom                                            |       |       |
| 5. März  | Johan Lillieström                | schwedischer Diplomat, Politiker und Regierungsbeamter                         | 59    |       |
| 7. März  | Balthasar van der Ast            | niederländischer Maler von Stillleben                                          |       |       |
| 7. März  | Hayashi Razan                    | Konfuzianer der frühen Edo-Zeit                                                |       |       |
| 10. März | Barthold Nihus                   | deutscher katholischer Bischof                                                 | 67    |       |
| 21. März | Johann Gutslaff                  | deutsch-baltischer Pastor                                                      |       |       |
| 21. März | John Hilton                      | englischer Komponist der Renaissance                                           |       |       |
| 24. März | Philippe de La Mothe-Houdancourt | Vizekönig von Katalonien, Oberbefehlshaber der französischen Armeen in Spanien |       |       |
| 25. März | Peter Fasol                      | Hofbaumeister und Architekt                                                    |       |       |
| 26. März | Jacob van Eyck                   | niederländischer Musiker, Glockenspieler                                       |       |       |

## April
| Tag       | Name                    | Beruf, bekannt als                                                 | Alter | Beleg |
| --------- | ----------------------- | ------------------------------------------------------------------ | ----- | ----- |
| 2. April  | Ferdinand III.          | Kaiser des Heiligen Römischen Reiches                              | 48    |       |
| 2. April  | Johann VIII.            | brandenburgischer Gesandter beim Westfälischen Frieden             | 55    |       |
| 2. April  | Jean-Jacques Olier      | französischer katholischer Geistlicher und Ordensgründer           | 48    |       |
| 8. April  | Philipp von Mansfeld    | kaiserlicher Feldmarschall                                         |       |       |
| 10. April | Johann Konrad Varnbüler | württembergischer Politiker und Diplomat                           | 61    |       |
| 11. April | Bonaventura Honegger    | Schweizer Benediktinermönch, Abt des Klosters Muri                 | 47    |       |
| 17. April | Heinrich Cosel          | böhmischer Rechtswissenschaftler                                   | 40    |       |
| 19. April | Hermann Rentzel         | deutscher Kaufmann, Oberalter und Ratsherr in Hamburg              |       |       |
| 29. April | Jacques Stella          | französisch-flämischer Maler, Graveur und Holzschnitzer des Barock |       |       |
| April     | Christoph Otto Oesler   | deutscher Mediziner                                                | 54    |       |

## Mai
| Tag     | Name                                 | Beruf, bekannt als                                                                   | Alter | Beleg |
| ------- | ------------------------------------ | ------------------------------------------------------------------------------------ | ----- | ----- |
| 5. Mai  | Anders Eriksson Hästehufvud          | schwedischer Admiral und Staatsmann                                                  | 79    |       |
| 10. Mai | Gustaf Horn                          | schwedischer Feldherr im Dreißigjährigen Krieg                                       | 64    |       |
| 15. Mai | Francesco Angelo Rapaccioli          | italienischer Kardinal und Bischof                                                   |       |       |
| 16. Mai | Andreas Bobola                       | polnischer heiliggesprochener Jesuit                                                 |       |       |
| 17. Mai | Christian Lange                      | deutscher lutherischer Theologe                                                      | 71    |       |
| 17. Mai | Johann Rudolf Pfyffer von Altishofen | 10. Kommandant der Schweizer Garde                                                   |       |       |
| 20. Mai | Conrad Linker                        | Stadtschultheiß und Bürgermeister in Marburg                                         | 85    |       |
| 24. Mai | Albrecht von Dassel                  | Ratsherr der Hansestadt Lübeck                                                       | 55    |       |
| 25. Mai | Alessandro Bichi                     | italienischer Kardinal und Bischof                                                   | 60    |       |
| 28. Mai | Antonius Triest                      | flämischer römisch-katholischer Geistlicher, Bischof von Brügge und Bischof von Gent |       |       |
| Mai     | William Bradford                     | englischer Autor und einer der ersten Kolonisten in der Neuen Welt                   | 67    |       |

## Juni
| Tag      | Name                           | Beruf, bekannt als                                               | Alter | Beleg |
| -------- | ------------------------------ | ---------------------------------------------------------------- | ----- | ----- |
| 3. Juni  | William Harvey                 | englischer Arzt und Anatom, Wegbereiter der modernen Physiologie | 79    |       |
| 8. Juni  | Cornelius von dem Busch        | deutscher Jurist und Politiker                                   |       |       |
| 17. Juni | Heinrich Stahl                 | deutsch-estnischer Pastor und Schriftsteller                     |       |       |
| 21. Juni | Jan Anthoniszoon van Ravesteyn | niederländischer Maler                                           |       |       |
| 26. Juni | Sibylle Margarethe von Brieg   | schlesische Adlige                                               | 37    |       |

## Juli
| Tag      | Name                               | Beruf, bekannt als                                     | Alter | Beleg |
| -------- | ---------------------------------- | ------------------------------------------------------ | ----- | ----- |
| 2. Juli  | Conrad Buchau                      | deutscher Bildhauer                                    |       |       |
| 6. Juli  | Tobias Michael                     | deutscher Komponist und Thomaskantor                   | 65    |       |
| 6. Juli  | Sebastian Dadler                   | deutscher Goldschmied und Medailleur                   | 71    |       |
| 7. Juli  | Joachim Friedrich von Blumenthal   | brandenburgischer und kaiserlicher Staatsmann          | 50    |       |
| 17. Juli | Eleonore Marie von Anhalt-Bernburg | Herzogin von Mecklenburg-Güstrow                       | 56    |       |
| 19. Juli | Emmanuel I. de Crussol             | französischer Adliger und Militär                      | 75    |       |
| 19. Juli | Lazzaro Mocenigo                   | venezianischer Admiral                                 | 33    |       |
| 28. Juli | Martin Milag                       | Jurist und Diplomat in fürstlich-anhaltischen Diensten | 59    |       |
| Juli     | Baccio del Bianco                  | italienischer Maler                                    | 52    |       |

## August
| Tag        | Name                       | Beruf, bekannt als                               | Alter | Beleg |
| ---------- | -------------------------- | ------------------------------------------------ | ----- | ----- |
| 6. August  | Bohdan Chmelnyzkyj         | ukrainischer Freiheitskämpfer                    |       |       |
| 14. August | Jean de Lascaris-Castellar | Großmeister des Malteserorden                    |       |       |
| 16. August | Pieter Claesz. Soutman     | niederländischer Maler und Kupferstecher         |       |       |
| 17. August | Robert Blake               | britischer Admiral                               |       |       |
| 19. August | Frans Snyders              | flämischer Maler                                 | 77    |       |
| 24. August | Jodokus Jost               | Schweizer Bauer und Chronist                     |       |       |
| 27. August | Johann Witte               | deutsch-baltischer Historiker und Archivar       |       |       |
| 28. August | John Lilburne              | Wortführer der radikaldemokratischen „Levellers“ |       |       |

## September
| Tag           | Name                                          | Beruf, bekannt als                                                                        | Alter | Beleg |
| ------------- | --------------------------------------------- | ----------------------------------------------------------------------------------------- | ----- | ----- |
| 1. September  | Arnold Vinnius                                | niederländischer Jurist                                                                   | 69    |       |
| 3. September  | Giovanni Francesco Guerrieri                  | italienischer Maler                                                                       |       |       |
| 10. September | Dietrich von Velen                            | Drost des Emslandes und Gründer von Papenburg                                             | 66    |       |
| 12. September | Anton Köhler                                  | Bürgermeister der Hansestadt Lübeck                                                       |       |       |
| 14. September | Otto Wilhelm von Podewils                     | preußischer Offizier                                                                      |       |       |
| 22. September | Constantin von Neukirch                       | Offizier der Liga im Dreißigjährigen Krieg, Amtmann von Kempen                            |       |       |
| 23. September | Joachim Jungius                               | deutscher Mathematiker, Physiker und Philosoph                                            | 69    |       |
| 26. September | Olimpia Maidalchini                           | Schwägerin Papst Innozenz’ X.                                                             | 66    |       |
| 27. September | Andrea Argoli                                 | italienischer Astronom                                                                    | 87    |       |
| 28. September | Emilia Secunda Antwerpiana von Oranien-Nassau | Tochter des Fürsten Wilhelms I. von Oranien-Nassau, Pfalzgräfin von Zweibrücken-Landsberg | 75    |       |
| 29. September | Philipp Knipschild                            | deutscher Jurist und Rechtshistoriker                                                     |       |       |

## Oktober
| Tag         | Name                           | Beruf, bekannt als                                   | Alter | Beleg |
| ----------- | ------------------------------ | ---------------------------------------------------- | ----- | ----- |
| 1. Oktober  | Benedetto Molli                | italienischer Architekt in Italien und Polen-Litauen | 60    |       |
| 3. Oktober  | Adolf Ernst von Limburg-Styrum | Graf von Limburg-Styrum, Herr von Gemen              |       |       |
| 3. Oktober  | Moritz von Savoyen             | Kardinal der römisch-katholischen Kirche             | 64    |       |
| 5. Oktober  | Bartholomeus Breenbergh        | holländischer Maler und Radierer                     |       |       |
| 5. Oktober  | Cornelis Caesar                | Gouverneur von Niederländisch-Formosa                |       |       |
| 8. Oktober  | Adolph Wilhelm von Krosigk     | deutscher Politiker, Diplomat und Gesandter          | 48    |       |
| 12. Oktober | Johann Pöpping                 | Jurist und Lübecker Ratsherr                         |       |       |
| 22. Oktober | Johann Benedikt Carpzov I.     | deutscher evangelischer Theologe                     | 50    |       |
| 22. Oktober | Cassiano Dal Pozzo             | italienischer Gelehrter und Mäzen                    | 69    |       |
| 23. Oktober | Domenico Massenzio             | italienischer Komponist                              |       |       |

## November
| Tag          | Name                                  | Beruf, bekannt als                                                        | Alter | Beleg |
| ------------ | ------------------------------------- | ------------------------------------------------------------------------- | ----- | ----- |
| 5. November  | Charles II. de Lorraine, duc d’Elbeuf | kaiserlicher Feldmarschall, französischer Lieutenant-général und Pair     | 61    |       |
| 7. November  | Mario Bettini                         | italienischer Jesuit, Astronom und Mathematiker                           | 75    |       |
| 10. November | Giovanni Monaldeschi                  | italienischer Adliger und Favorit der schwedischen Königin Christina      |       |       |
| 11. November | Lorenz Stephani                       | deutscher Jurist und Rechtsgelehrter                                      | 69    |       |
| 18. November | Otto                                  | Graf zu Lippe-Brake                                                       | 68    |       |
| 19. November | Samuel Ritter                         | deutscher Rechtswissenschaftler                                           | 33    |       |
| 20. November | Menasse ben Israel                    | portugiesisch-holländischer Rabbi, Diplomat, Schriftsteller und Gelehrter |       |       |
| 23. November | Günther von Passow                    | deutscher Jurist und Geheimer Rat                                         | 52    |       |
| 26. November | Michael Eifler                        | deutscher Logiker und Physiker                                            | 56    |       |
| November     | Hermann Mylius von Gnadenfeld         | Rat und Gesandter des Grafen Anton Günther von Oldenburg                  |       |       |

## Dezember
| Tag          | Name                              | Beruf, bekannt als                                                                                | Alter | Beleg |
| ------------ | --------------------------------- | ------------------------------------------------------------------------------------------------- | ----- | ----- |
| 1. Dezember  | Georg von Winterfeld              | kurbrandenburgischer Geheimer Rat, Landvogt der Neumark und Herrenmeister des Johanniterordens    | 77    |       |
| 5. Dezember  | Johan Axelsson Oxenstierna        | schwedischer Staatsmann                                                                           | 46    |       |
| 6. Dezember  | Charles d’Avaugour                | französischer Diplomat                                                                            |       |       |
| 6. Dezember  | Johann von Norprath               | dänischer und kurbrandenburger Generalleutnant, Gouverneur von Herford, Gouverneur von Düsseldorf |       |       |
| 12. Dezember | Justus Sinold                     | deutscher Jurist und Kanzler der Universität Gießen                                               | 65    |       |
| 13. Dezember | Lothar Dietrich von Bönninghausen | kaiserlicher Feldmarschalleutnant im Dreißigjährigen Krieg                                        |       |       |
| 13. Dezember | Jacob van Campen                  | niederländischer Baumeister, Maler und Architekt                                                  | 61    |       |
| 18. Dezember | Diederich von dem Werder          | deutscher Übersetzer, Epiker und Lyriker                                                          | 73    |       |
| 22. Dezember | Thomas Lansius                    | deutscher Politikwissenschaftler, Historiker und Rechtswissenschaftler                            | 80    |       |
| 25. Dezember | Jasper von Oertzen                | deutsch-dänischer Oberhofmarschall und Landdrost der Herrschaft Pinneberg                         | 41    |       |
| 31. Dezember | Johann Gerhard                    | deutscher Arzt sowie Hochschullehrer und Rektor an der Universität Tübingen                       | 58    |       |

## Datum unbekannt
| Tag | Name                             | Beruf, bekannt als | Alter | Beleg |
| --- | -------------------------------- | --- | ----- | ----- |
|     | Thomas Aylesbury, 1. Baronet     | britischer Beamter |       |       |
|     | David Bailly                     | niederländischer Portraitmaler |       |       |
|     | Bartolomeo Bianco                | italienischer Architekt |       |       |
|     | Willem Ysbrandsz. Bontekoe       | niederländischer Seefahrer, Kaufmann und Reiseschriftsteller                                                                          |       |       |
|     | Rafaël Govertszoon Camphuysen    | niederländischer Maler |       |       |
|     | Johann Wilhelm Dilich            | Ingenieur und Stadtbaumeister |       |       |
|     | Andreas Duncker der Jüngere      | deutscher Buchdrucker, Verleger und Ratsherr in Braunschweig                                                                          |       |       |
|     | Dmitri Andrejewitsch Fahrensbach | russischer Gouverneur |       |       |
|     | Tobias Gmainer                   | Benediktiner |       |       |
|     | Gilles de Haes                   | flandrischer Soldat |       |       |
|     | Albrecht von Hembsen             | Porträtmaler in Tallinn |       |       |
|     | Edward Hopkins                   | amerikanischer Kolonialgouverneur |       |       |
|     | Gottfried Huyn von Geleen        | kaiserlicher Feldmarschall im Heiligen Römischen Reich Deutscher Nation                                                               |       |       |
|     | Katib Çelebi                     | osmanischer Gelehrter |       |       |
|     | Franciszek Lilius                | polnischer Komponist |       |       |
|     | Richard Lovelace                 | englischer Dichter |       |       |
|     | Pavao Posilović                  | Bischof von Duvno |       |       |
|     | Johann Mathias Prücklmayer       | österreichischer Beamter und Adeliger                                                                                                 |       |       |
|     | Martin Ruarus                    | sozinianischer Theologe und Gelehrter                                                                                                 |       |       |
|     | Georg Christoph von Schallenberg | österreichischer Beamter |       |       |
|     | Ludwig von Schmidberg            | Oberstleutnant im Dreißigjährigen Krieg in schwedischen Diensten, später Feldmarschall und Oberbefehlshaber in französischen Diensten |       |       |
|     | Ján Šimbracký                    | slowakischer Komponist |       |       |
|     | Arvid Wittenberg                 | schwedischer Offizier (Feldmarschall ab 1655)                                                                                         |       |       |